# ヘンドリク・ファン・クレーフェ
ヘンドリク・ファン・クレーフェ3世（Hendrick van Cleve III、1525年ころに出生、1590年から1595年の間に没）は、フランドルの画家、版画家である 。イタリアの風景やバベルの塔などの空想的な風景画を描いた絵画版画を残した。
アントウェルペンの聖ルカ組合に1489年に登録されて1489年から1519年の間活動した画家(ヘンドリク・ファン・クレーフェ1世)や1534年に聖ルカ組合に登録されたこと以外はほとんど知られていない画家(ヘンドリク・ファン・クレーフェ2世)と区別するためにヘンドリク・ファン・クレーフェ3世と呼ばれる。

## 略歴
アントウェルペンで生まれた。父親のウィレム・ファン・クレーフェ1世(Willem van Cleve)は1518年にアントウェルペンの聖ルカ組合の親方になっていた画家で、弟のマールテン・ファン・クレーフェ(Marten van Cleve de Oudere: c.1527-1c.1580)とウィレム・ファン・クレーフェ2世も画家になった。ウィレムは 1564年より前に亡くなったが、マールテンは風俗画家として有名になった。
父親やアントウェルペンの有力な画家、フランス・フロリス(1519/1520-1570)の弟子になり、2人の弟と1551年にアントウェルペンの聖ルカ組合に親方として登録された。時期は確定されていないが聖ルカ組合に登録される前後にイタリアで修行した。ファン・クレーフェが遺した作品から、ローマ、フィレンツェ、ナポリに滞在したと考えられている 。聖ルカ組合のファン・クレーフェに関する記録が1557年にコルネリス・ヤンセンスという弟子を取ったことが記された以降見られなった後、1580年代に入ってから多くの署名入りの絵画や版画を制作した。美術活動の記録が見られない時代にアントウェルペンで不動産の取引の記録からアントウェルペンで裕福な生活を送っていたと考えられていて、署名入りの作品を残さなかった理由は解っていない。フランス・フロリスや弟のマールテン・ファン・クレーフェに依頼されて彼らの作品の背景の風景も描いたとされる。版画家としても、38点の作品からなる版画集「様々な遺跡の風景と田園風景(Ruinarum varii prospectus, ruriumque aliquot delineationes)」を版画家、テオドール・ガル(Theodoor Galle)の出版所から出版した。
没年も不明であるが、1580年代初めに弟のマールテン・ファン・クレーフェが亡くなった後、弟の家の売却に関わった記録がある1590年以降で、1595年までには亡くなっていたと考えられている。

## 作品

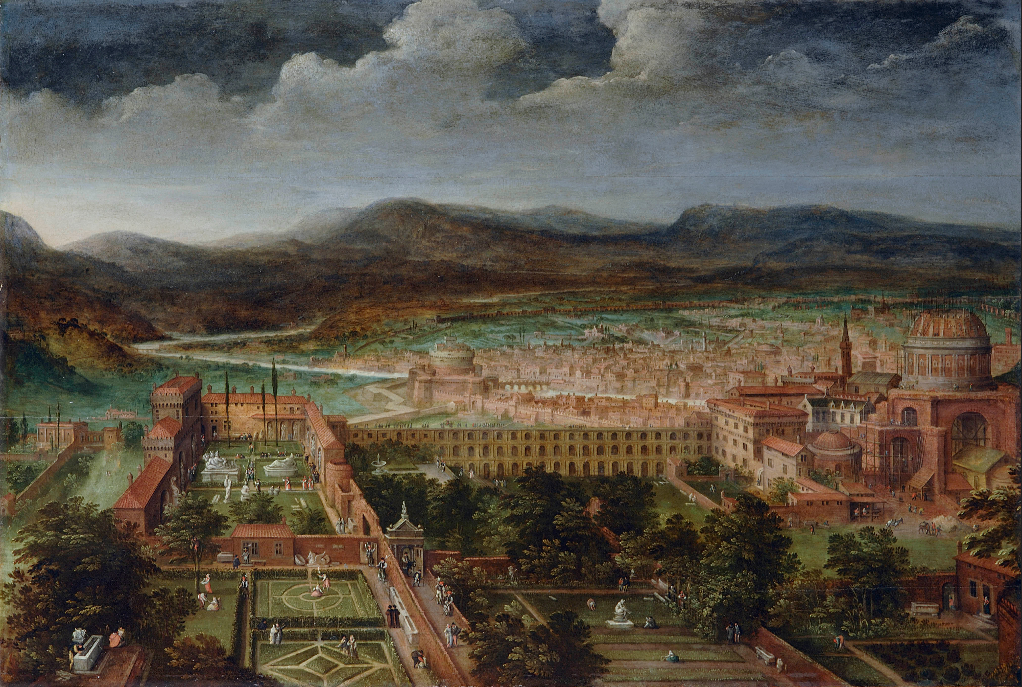
ヴァチカン庭園とサン・ピエトロ大聖堂
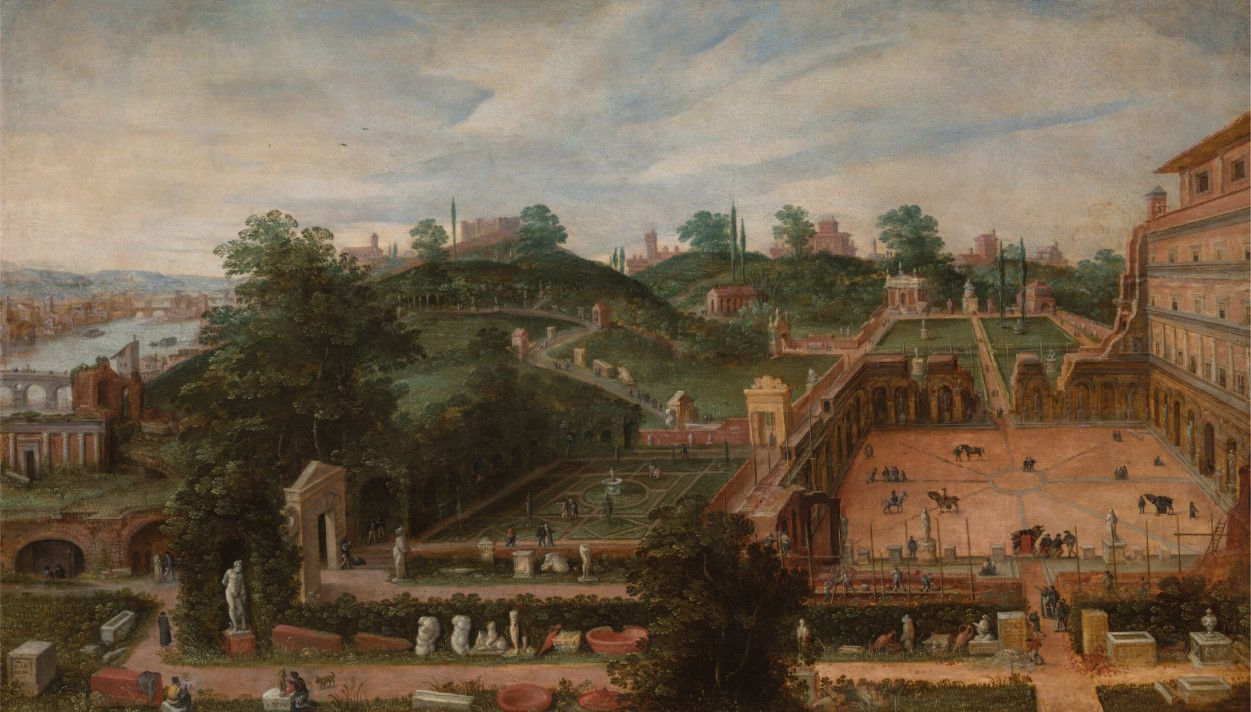
チェージ枢機卿の彫刻庭園 (1584) プラハ国立美術館
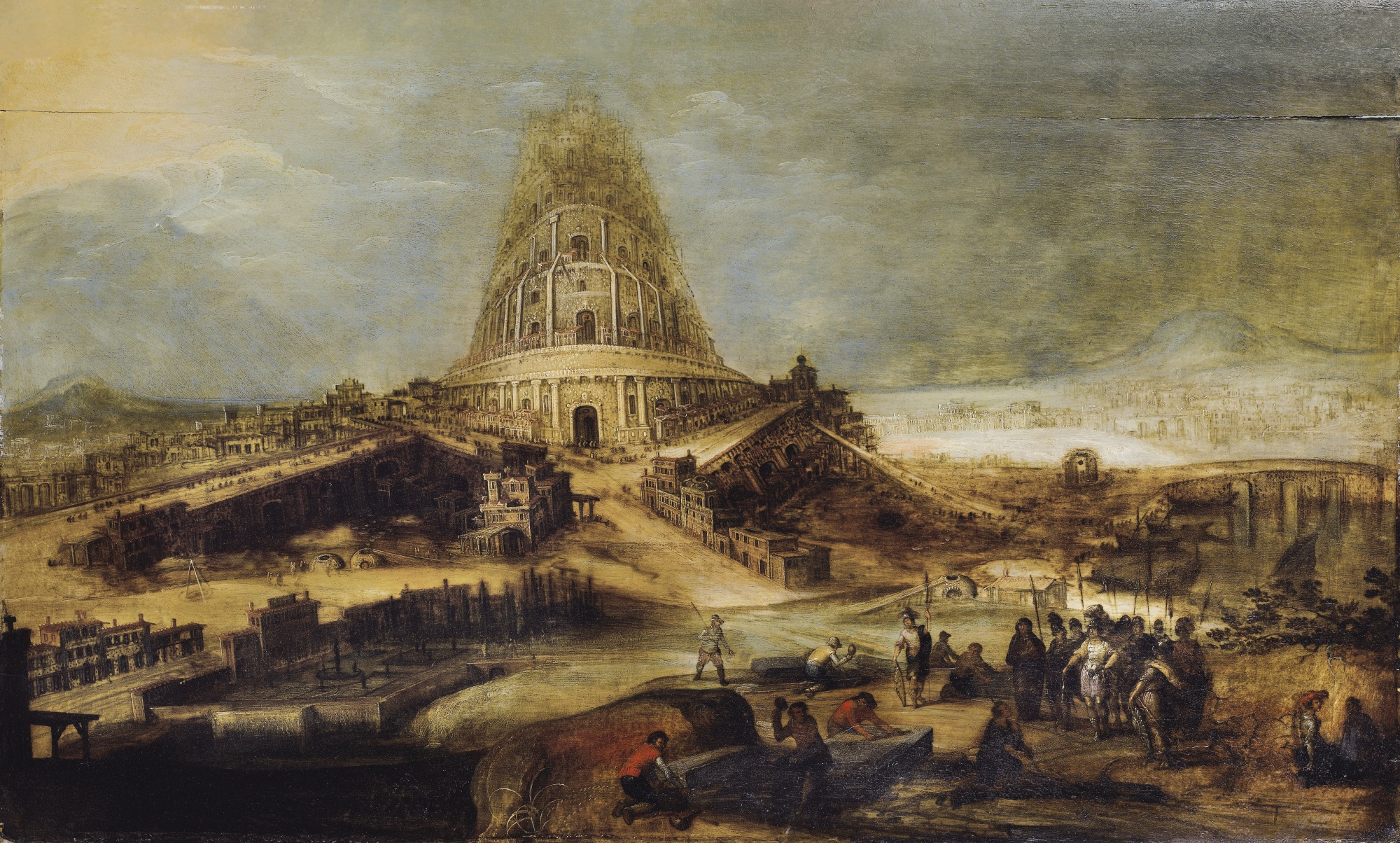
バベルの塔
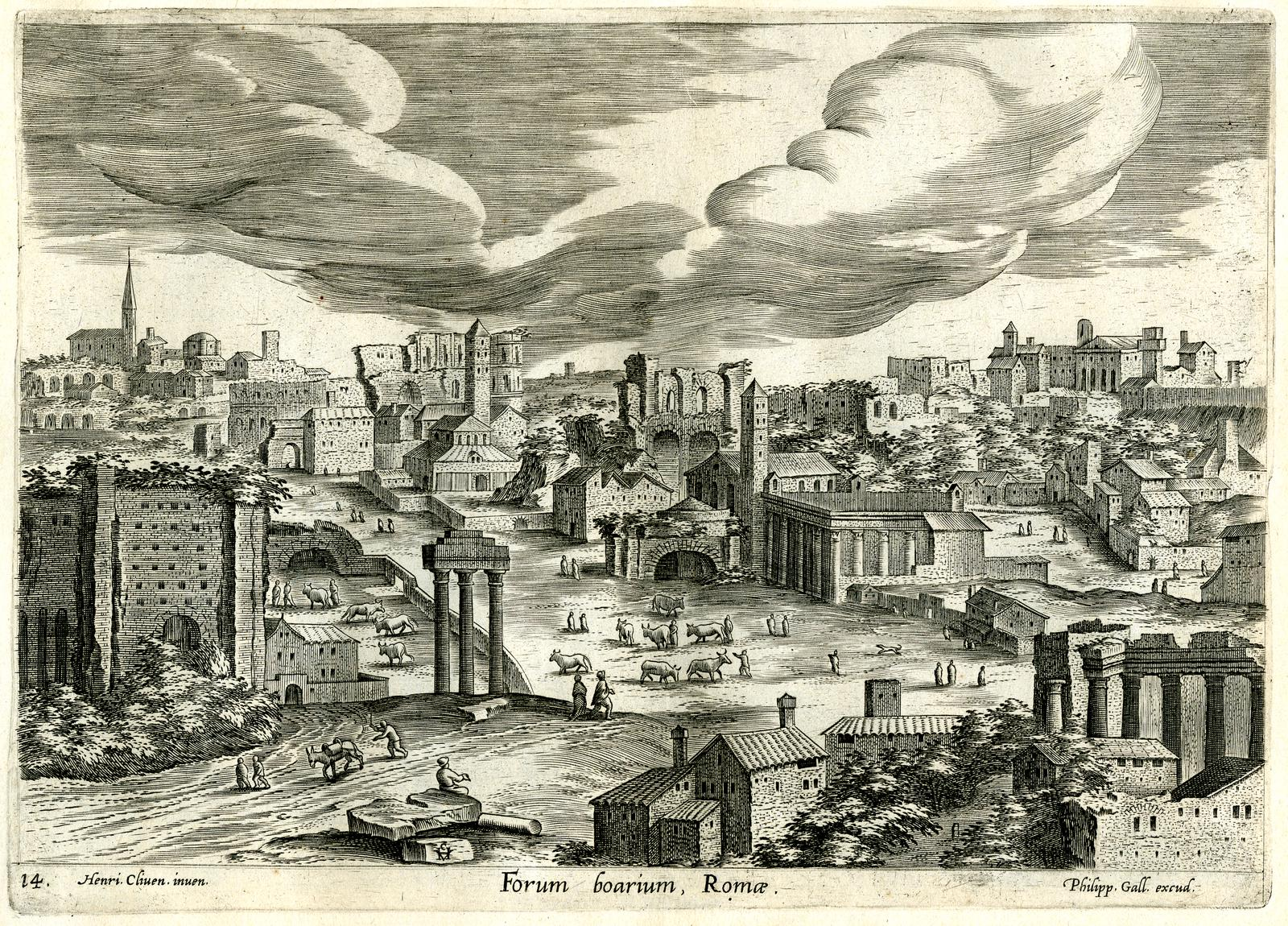
版画作品 フォルム・ボアリウム